# 台湾根节兰
台湾根节兰（学名：Calanthe speciosa）为兰科节兰属下的一个种。其种加词“speciosa”意为“外表美丽的”。